# Geld (Film)
Geld ist ein deutscher Film der Regisseurin Doris Dörrie aus dem Jahr 1989. Premierendatum war für die Bundesrepublik Deutschland am 16. März 1989.

## Handlung
Werner Müller wird arbeitslos, nachdem sein Arbeitgeber die Herstellung zu echt wirkender Spielzeugpistolen eingestellt hat. Das Eigenheim ist mit Hypotheken belastet, die verwöhnten Kinder Natascha und Jean-Jaques wollen ihre Bedürfnisse gestillt wissen und die Bank will angesichts der 80.000 DM Schulden keine neuen Kredite bewilligen. Werners Frau Carmen beschließt, die Probleme mit einem Banküberfall zu lösen. Den vollzieht sie mit einer Spielzeugpistole und bis zur Unkenntlichkeit geschminkt. Trotz der Maskerade erkennt sie der Filialleiter Lothar Fuchs, der nicht nur der Nachbar der Müllers ist, sondern auch Carmens heimlicher Schwarm, den sie mit dem Fernglas durch das Badezimmerfenster beobachtet hat. Sie nimmt den wohlhabenden Traummann als Geisel und taucht mit ihm unter. Zunächst in einem Hotel und später in einem Wohnwagen im Allgäu – Carmen hatte hier einst die Flitterwochen verbracht – kommen sich die beiden näher. Währenddessen tröstet sich Werner daheim mit Lothars Freundin Gabriele. Schließlich zieht es Banker und Geiselnehmerin wieder nach Hause und alle vier zurück zu ihren ursprünglichen Partnern. Gemeinsam bereichern sie sich durch Computerbetrug zu Lasten einer Schweizer Bank und geben einen Teil der Beute in der Nachbarschaft ihrer Reihenhaussiedlung weiter.

## Kritiken
„Eine tempolose, schlampig inszenierte Komödie, deren ironische Spitzen niemandem weh tun wollen.“

„In Sachen Handwerk und Humor zählt "Geld" nicht zu den Glanzlichtern von Doris Dörrie.“

„Der Humor in dem Film, dem keine noch so blödsinnige Nacherzählung Unrecht zufügen könnte, ist ein deutscher, das heißt: Er geht jede vermeintliche Pointe so gründlich und ausführlich an, daß sie breitgetreten verendet. Die Regisseurin macht sich über Leute lustig, für die sie sich nicht im mindesten interessiert. Kein Satz, keine Geste stimmt.“